# Pierre-Yves Ngawa
Pierre-Yves Ngawa, né le 9 février 1992 à Liège en Belgique, est un footballeur belge qui joue au poste de défenseur au RFC Liège.

## Carrière

### Découverte du football
Pierre-Yves Ngawa est né en 1992 à Liège. En 1999, il rejoint les jeunes du Cercle Sportif de Saint-Gilles, un modeste club de la ville de Saint-Nicolas. Un an plus tard, il rejoint le club voisin du RRFC Montegnée. En 2001, alors âgé de neuf ans, Pierre-Yves Ngawa est transféré à l'académie des jeunes du Standard de Liège. Le jeune belge a joué pendant dix ans en équipe de jeunes du Standard de Liège. Cette période lui a notamment permis de jouer en équipe nationale de jeunes. Au début de la saison 2011-2012, le défenseur est promu en équipe première.

### Premier pas en tant que professionnel
À l'été 2011, il prolonge son contrat jusqu'en 2015 et est ensuite prêté à Saint-Trond VV, l'ancien club de Roland Duchâtelet.

### Prêt à Saint-Trond
Le 20 août 2011, il fait ses débuts en première division avec Guido Brepoels comme entraîneur. Même après la démission de Guido Brepoels et l'arrivée de l'entraîneur Franky Van der Elst en septembre 2011, il continue à jouer régulièrement. Le 20 janvier 2012, il marque le premier but de sa carrière lors du derby contre le KRC Genk.
Après avoir été relégué en deuxième division, il est à nouveau prêté pour un an. Lors de cette saison, lui et ses coéquipiers terminent quatrième, loupant de peu le tour final.

### Retour chez les rouches
Durant l'été 2013, Ngawa revient au Standard de Liège. Le 8 août 2013, l'entraîneur Guy Luzon, qui est un adepte de la tournante régulière, a appelé le jeune défenseur pour ses débuts officiels pour les Rouches. Lors de ce troisième tour de qualification pour la Ligue Europa, il joue tout le match lors de la victoire 2-1 des liégeois contre le Skoda Xanthi.

### Prêt en Hongrie
Malgré des débuts réussis, Pierre-Yves ne joue aucun match durant la saison 2013/2014. La présence des arrières tel que Daniel Opare, Jelle Van Damme et Ron Stam fait que le jeune liégeois doit être prêté au Újpest FC. Ce club est présidé par Roderick Duchâtelet qui est le fils de Roland Duchâtelet.
L'équipe de l'entraîneur serbe Zoran Spisljak remporte la coupe. Lors de cette finale, il joue toute la rencontre contre le Diósgyőri VTK.

### Retour en Belgique
Début juillet 2014, Pierre-Yves Ngawa signe un contrat pour deux saisons avec le Lierse SK. Au Lierse SK, il doit rivaliser comme arrière droit avec le malien Hamari Traoré. Tant Stanley Menzo que son successeur Slaviša Stojanovič préférant Traoré, Ngawa fut déplacé à gauche. Comme arrière gauche, il doit alors rivaliser avec Karim Hafez et Joan Capdevila. Le 28 septembre 2014, le Lierse fit 2-2 contre le Standard de Liège avec un but de sa part.

### Conquête de la terre louvaniste
Après la rétrogradation du Lierse SK, Ngawa décide de passer à l'Oud-Heverlee Louvain. Le défenseur latéral signe en juin 2015, un contrat pour deux saisons avec le club de la ville de Louvain.

## Palmarès
Újpest FC
- Vainqueur de la coupe de Hongrie 2014

## Statistiques
| Saison                | Club                  | Championnat           | Championnat | Championnat | Coupe(s) nationale(s) | Coupe(s) nationale(s) | Compétition(s) continentale(s) | Compétition(s) continentale(s) | Compétition(s) continentale(s) | Total | Total |
| Saison                | Club                  | Division              | M.          | B.          | M.                    | B.                    | Comp.                          | M.                             | B.                             | M.    | B.    |
| 2011-2012             | Saint-Trond VV (prêt) | Jupiler Pro League    | 18          | 1           | 1                     | 0                     | -                              | 0                              | 0                              | 19    | 1     |
| 2012-2013             | Saint-Trond VV (prêt) | Belgacom League       | 31          | 1           | 3                     | 0                     | -                              | 0                              | 0                              | 34    | 1     |
| Sous-total            | Sous-total            | Sous-total            | 49          | 2           | 4                     | 0                     | -                              | 0                              | 0                              | 53    | 2     |
| 2013-2014             | Standard de Liège     | Jupiler Pro League    | 0           | 0           | 0                     | 0                     | C1                             | 1                              | 0                              | 1     | 0     |
| Sous-total            | Sous-total            | Sous-total            | 0           | 0           | 0                     | 0                     | -                              | 1                              | 0                              | 1     | 0     |
| 2013-2014             | Újpest FC (prêt)      | OTP Bank Liga         | 20          | 0           | 8                     | 0                     | -                              | 0                              | 0                              | 28    | 0     |
| Sous-total            | Sous-total            | Sous-total            | 20          | 0           | 8                     | 0                     | -                              | 0                              | 0                              | 28    | 0     |
| 2014-2015             | Lierse SK             | Jupiler Pro League    | 23          | 2           | 1                     | 0                     | -                              | 0                              | 0                              | 24    | 2     |
| Sous-total            | Sous-total            | Sous-total            | 23          | 2           | 1                     | 0                     | -                              | 0                              | 0                              | 24    | 2     |
| 2015-2016             | OH Louvain            | Jupiler Pro League    | 25          | 1           | 2                     | 0                     | -                              | 0                              | 0                              | 27    | 1     |
| Sous-total            | Sous-total            | Sous-total            | 25          | 1           | 2                     | 0                     | -                              | 0                              | 0                              | 27    | 1     |
| Total sur la carrière | Total sur la carrière | Total sur la carrière | 117         | 5           | 15                    | 0                     | -                              | 0                              | 0                              | 132   | 5     |